# Ron Rivera
Ronald Eugene Rivera, detto Ron (Fort Ord, 7 gennaio 1962), è un ex giocatore di football americano e allenatore di football americano statunitense nella National Football League (NFL). Al college giocò a football alla California University.

## Carriera come giocatore

### Chicago Bears (1984-1992)
Rivera venne selezionato come 44ª scelta al Draft NFL 1984 dai Chicago Bears. Al secondo anno vinse il Super Bowl. Dopo nove anni di carriera si ritirò alla fine della stagione del 1992, giocando in totale 137 partite di cui 56 da titolare, 7,5 sack, 9 intercetti e 6 fumble recuperati di cui uno ritornato in TD.

## Carriera come allenatore
Rivera iniziò la sua carriera come allenatore nella NFL nel 1997 con i Chicago Bears con il ruolo di allenatore sulla qualità della difesa.
Nel 1999 passò ai Philadelphia Eagles assumendo il ruolo di allenatore dei linebacker.
Nel 2004 ritornò ai Bears assumendo il ruolo di coordinatore della difesa.
Nel 2007 firmò con i San Diego Chargers come allenatore dei linebacker, dopo un anno diventò il coordinatore della difesa.
L'11 gennaio 2011 divenne il 4° capo-allenatore nella storia dei Carolina Panthers. Chiuse la sua prima stagione con 6 vittorie e 10 sconfitte. Nel 2012 finì con 7 vittorie e 9 sconfitte, mentre nella stagione successiva chiuse con 12 vittorie e 4 sconfitte vincendo la sua prima NFC South division e venendo premiato come allenatore dell'anno. Venne eliminato al Divisional Game dai San Francisco 49ers. Il 28 gennaio 2014 firmò un'estensione di altri tre anni con i Panthers.
Nel 2015, i Panthers terminarono col miglior record della NFL, 15-1, raggiungendo il Super Bowl 50, perso contro i Denver Broncos per 24-10, malgrado Carolina fosse data come favorita. Rivera fu premiato per la seconda volta come allenatore dell'anno.
Il 3 dicembre 2019, due giorni dopo una sconfitta contro i Washington Redskins e con un record di 5-7, Rivera fu licenziato dopo nove stagioni.
Il 1 gennaio 2020 venne assunto come capo-allenatore dal Washington Football Team.

## Palmarès
Giocatore
- Super Bowl : 1

Chicago Bears: XX
Allenatore
- National Football Conference Championship: 1

Carolina Panthers: 2015
- Allenatore dell'anno: 2

2013, 2015
- NFC South division: 3

Carolina Panthers: 2013, 2014, 2015

## Statistiche da giocatore
| Partite totali      | 137 |
| Partite da titolare | 56  |
| Tackle totali       | -   |
| Sack                | 7,5 |
| Safety              | 0   |
| Intercetti          | 9   |

## Record come capo-allenatore
| Squadra    | Anno       | Stagione regolare | Stagione regolare | Stagione regolare | Stagione regolare | Stagione regolare | Playoff | Playoff | Playoff                                              |
| Squadra    | Anno       | Vinte             | Perse             | Pari              | %                 | Posizione         | Vinte   | Perse   | Risultato                                            |
| ---------- | ---------- | ----------------- | ----------------- | ----------------- | ----------------- | ----------------- | ------- | ------- | ---------------------------------------------------- |
| CAR        | 2011       | 6                 | 10                | 0                 | .375              | 3° NFC South      | -       | -       | -                                                    |
| CAR        | 2012       | 7                 | 9                 | 0                 | .438              | 2° NFC South      | -       | -       | -                                                    |
| CAR        | 2013       | 12                | 4                 | 0                 | .750              | 1° NFC South      | 0       | 1       | Uscì al Divisional Game contro i San Francisco 49ers |
| CAR        | 2014       | 7                 | 8                 | 1                 | .469              | 1° NFC South      | 1       | 1       | Uscì al Divisional Game contro i Seattle Seahawks    |
| CAR        | 2015       | 15                | 1                 | 0                 | .938              | 1° NFC South      | 2       | 1       | Perse il Super Bowl 50 contro i Denver Broncos       |
| CAR        | 2016       | 6                 | 10                | 0                 | .375              | 4° NFC South      | -       | -       | -                                                    |
| CAR        | 2017       | 11                | 5                 | 0                 | .688              | 2° NFC South      | 0       | 1       | Uscì al Wild Card Game contro i New Orleans Saints   |
| CAR        | 2018       | 7                 | 9                 | 0                 | .438              | 3° NFC South      | -       | -       | -                                                    |
| CAR        | 2019       | 5                 | 7                 | 0                 | .417              | Esonerato         | -       | -       | -                                                    |
| CAR Totale | CAR Totale | 76                | 63                | 1                 | .546              |                   | 3       | 4       |                                                      |
| WAS        | 2020       | 7                 | 9                 | 0                 | .438              | 1° NFC East       | 0       | 1       | Uscì al Wild Card Game contro i Tampa Bay Buccaneers |
| WAS        | 2021       | 7                 | 10                | 0                 | .412              | 3° NFC East       | -       | -       | -                                                    |
| WAS        | 2022       | 8                 | 8                 | 1                 | .500              | 4° NFC East       | -       | -       | -                                                    |
| WAS        | 2023       | 4                 | 13                | 0                 | .235              | 4° NFC East       | -       | -       | -                                                    |
| WAS Totale | WAS Totale | 26                | 40                | 1                 | .396              |                   | 0       | 1       |                                                      |
| Totale     | Totale     | 102               | 103               | 2                 | .498              |                   | 3       | 5       |                                                      |